# Карпике
Карпике (фр. Carpiquet) насеље је и општина у северној Француској у региону Доња Нормандија, у департману Калвадос која припада префектури Кан.
По подацима из 2011. године у општини је живело 2401 становника, а густина насељености је износила 408,33 становника/km². Општина се простире на површини од 5,88 km². Налази се на средњој надморској висини од 64 метара (максималној 74 m, а минималној 45 m).

## Демографија
| 1962. | 1968. | 1975. | 1982. | 1990. | 1999. | 2011. |
| ----- | ----- | ----- | ----- | ----- | ----- | ----- |
| 1.129 | 1.315 | 1.207 | 1.650 | 1.519 | 1.861 | 2.401 |

График промене броја становника у току последњих година